# بی‌ویو (تگزاس)
بی ویو، تگزاس(به انگلیسی: Bayview, Texas) شهری در ایالت تگزاس از ایالات جنوبی ایالات متحده آمریکا است. در سرشماری سال ۲۰۰۰، جمعیت این شهر ۳۲۳ نفر اعلام شد.